# Motorvägar i Ryssland

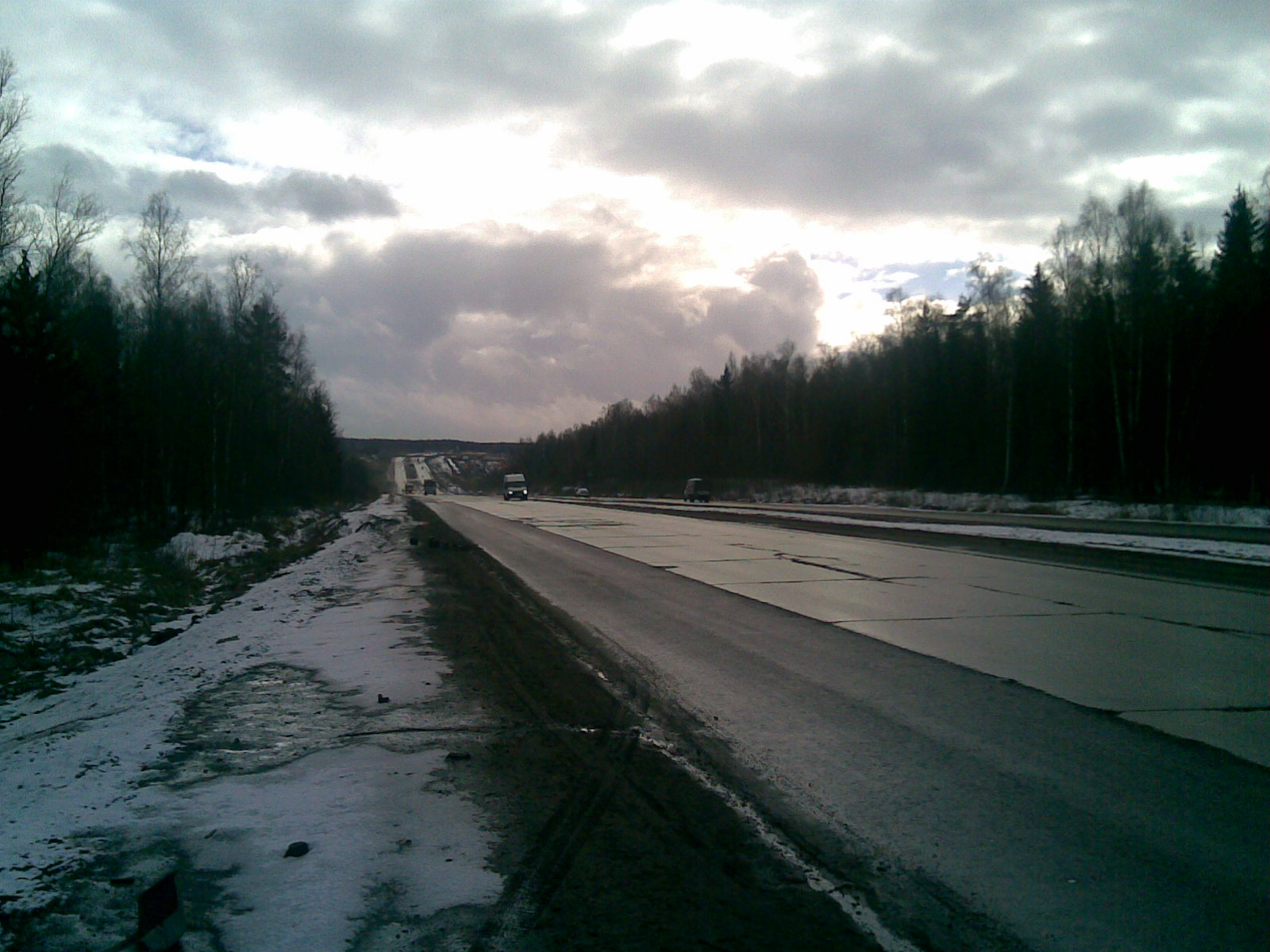
E105/M2 söder om Moskva

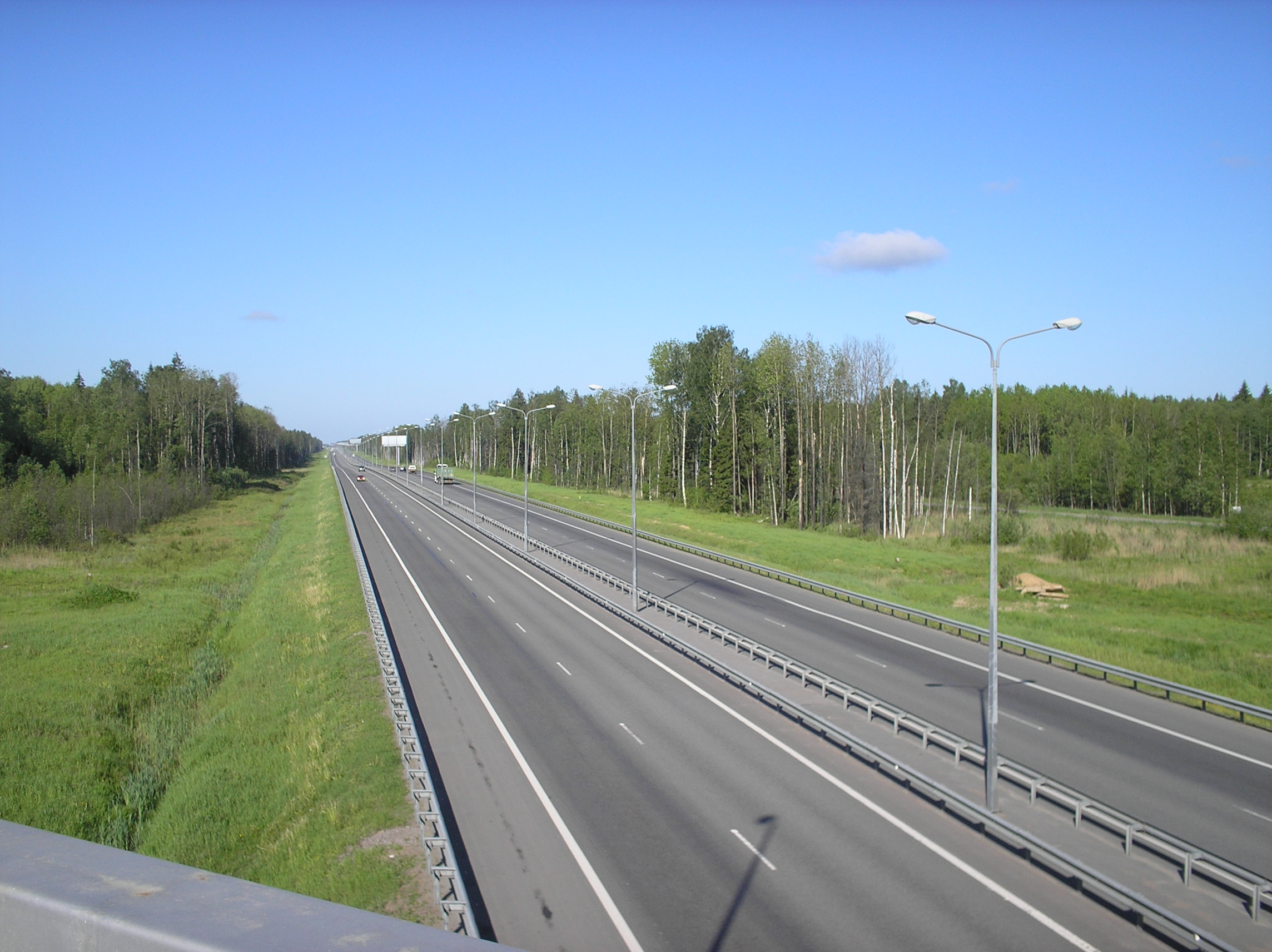
S:t Petersburgs ringled

Ryssland har ett huvudvägnät med namn som börjar på M (efter begynnelsebokstaven i ordet магистраль=huvudväg). M1-M10 går från Moskva i alla riktningar, i stort sett i nummerordning. Övriga M-vägar går längs andra sträckor i landet. Lite mindre mer lokala vägar har namn som börjar på A. Ovanpå detta finns det europavägar, som finns i hela europeiska Ryssland, och en bit in i Sibirien.
Ryssland har inte någon separat nummerserie för motorvägar, utan de är en del i huvudnätet. Det är vanligt att ryssar kallar M-vägar motorway om de översätter till engelska, alltså motorväg, eftersom ett längre namn på dem är магистральная автомобильная дорога=huvudvägar för motorfordon. Det är fel eftersom bara en liten del av M-nätet är motorväg. Ordet автомобильная (avtomobilnaja) syftar på att de är avsedda för motorfordon fast cyklar är tillåtna.
Lista över motorvägar i Ryssland:
MKAD - Moskvas ringled, 109 km.
M2 (E105) - Från Moskva söderut till Plavsk, 225 km.
M3 (E101) - Från Moskva sydväst till ukrainska gränsen, cirka 100 km av vägen är motorväg.
M4 (E115) - Från Moskva söderut till Rostov-na-Donu, år 2008 var 678 km motorväg.
M7 - Från Moskva österut till Malaja Dubna, 70 km, samt sträckan Pyra-Kstovo, 30 km.
M8 (E115) - Från Moskva norrut till Sergijev Posad, 84 km, samt sträckan Sjopsja-Jaroslavl, 30 km.
M9 (E22) - Från Moskva västerut till Volokolamsk, 98 km.
M10 - Från Moskva västerut till Kirillovka, 12 km, samt sträckan Terijoki (vid Sankt Petersburg)-Viborg, 90 km.
M11 motorväg i Ryssland mellan Moskva och Sankt Petersburg, under uppförande 2012 och följande år, parallellt med den existerande landsvägen M10 (E105)
Vägar från Moskva går i själva verket från ringvägen cirka 20 km från centrum.
Sankt Petersburgs ringled, 142 km.
M36 - Sträckan Jekaterinburg-Tjubuk, 100 km.